# HD 89822
HD 89822，又名BD+66 664，SAO 15163、HR 4072，是一颗恒星，视星等为4.97，位于銀經143.54，銀緯45.22，其B1900.0坐标为赤經10h 16m 55.5s，赤緯+66° 45.22′ 20″。